# Bodcaw (Arkansas)
Bodcaw – miasto w Stanach Zjednoczonych, w stanie Arkansas, w hrabstwie Nevada.